# Бронзовый век Британии
Бронзовый век в истории Британских островов (современные Великобритания и Ирландия) хронологически относится к периоду от XXVII по VIII век до н. э.

## Периодизация

### Поздний неолит, 3000 — 2750 гг. до н. э.
- Период Мелдон-Бридж

### Медный век, 2600—2150 гг. до н. э.
- 2700—2100 гг. до н. э.: период Маунт-Плезант, en:Mount Pleasant Phase, ранняя традиция колоколовидных кубков: Ирландия: медно-мышьяковый сплав, плоские топоры, алебарды; Британия: сплав меди и олова. Культуры данного периода имеют параллели в унетицкой культуре континентальной Европы.

### Ранний бронзовый век (EBA), 2100—1500 гг. до н. э.
- 2100—1900 гг. до н. э.: поздняя традиция колоколовидных кубков: ножи, наконечники копий с хвостовиками (курган Буш; Овертонский период, en:Overton Period), одновременно — культура пищевых сосудов
- 1900—1500 гг. до н. э.: Период Бедд-Брануэн, en:Bedd Branwen Period; сплав меди и олова

### Средний бронзовый век (MBA), 1500—1000 гг. до н. э.
- 1500—1300 гг. до н. э.: период Эктон-Парк, en:Acton Park Phase: пальстабы (вид топоров), наконечники копий с соединительными муфтами; сплав меди с оловом или свинец
- 1300—1200 гг. до н. э.: период Найтон-Хит, en:Knighton Heath Period; «rapiers»
- 1200—1000 гг. до н. э.: ранняя культура полей погребальных урн; период Уилбертон-Уоллингтон, en:Wilburton-Wallington Phase

### Поздний бронзовый век (LBA), 1000—700 гг. до н. э.
- 1000—900 гг. до н. э.: поздняя культура полей погребальных урн: топоры с соединительными муфтами, пальстабы (бронзовые и свинцовые)
- 800—700 гг. до н. э.: период Ллин-Фаур, en:Llyn Fawr Phase, Период Эварт-Парк (листовидные мечи)

### Ранний железный век, 700—600 гг. до н. э.
- Гальштаттская культура С

## Развитие

### Предыстория: неолит и халколит
Неолитическая революция (переход от общества охотников-собирателей с преимущественно сезонными жилищами к постоянным поселениям земледельцев и скотоводов, умеющих изготавливать керамику) произошла на территории Британии намного позднее, чем на Ближнем Востоке. В Европу неолит был занесён извне. Неолит в Британии и Дании возник в начале 4 тыс. до н. э., то есть намного позднее, чем на территории Бенилюкса, куда неолит проник уже в середине 6 тыс. до н. э. Вероятно, препятствием для распространения неолита в Британии послужило море. Возможно, что неолит в Британии был следствием внутреннего развития местных культур, а не миграции из континентальной Европы, хотя и не без европейского влияния. Неолитические культуры Британии имели сходство со следующими европейскими культурами:
- михельсбергская культура (около 4400 — 3500 гг. до н. э.)
- культура воронковидных кубков (около 4350 — 2750 гг. до н. э.)
- культура шнуровой керамики (около 3100 — 2500 гг. до н. э.).

Медный век связан с проникновением в Европу, в том числе и на британские острова, предположительно носителей индоевропейских языков.

### Традиция колоколовидных кубков

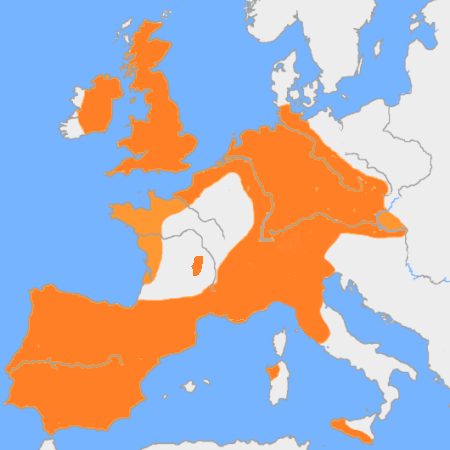
Распространение культуры колоколовидных кубков

Около 2700 г. до н. э. на территории Британии, очевидно, вместе с пока немногочисленными носителями индоевропейских языков, начинает распространяться традиция колоколовидных кубков. Колоколовидная керамика появляется на стадии Маунт-Плезант en:Mount Pleasant Phase (2700—2000 гг. до н. э.) наряду с плоскими топорами и погребениями с трупоположением. Люди указанного периода также создали немало других известных доисторических памятников, в частности, Стоунхендж (только последний этап сооружения) и Сихендж.
Традиция колоколовидных кубков имеет континентальное происхождение. Изотопный метод исследования эмали зубов на останках захоронений раннего бронзового века вокруг Стоунхенджа показал, что как минимум часть иммигрантов происходила с территории современной Швейцарии. Британские культуры раннего бронзового века (то есть со времени проникновения традиции колоколовидных кубков) обладали рядом иных черт, чем местные культуры эпохи неолита, в связи с чем произошли значительные культурные изменения, напоминающие унетицкую культуру континентальной Европы. Предполагается, что интеграция новой культуры со старой была относительно мирной, поскольку пришельцы продолжали использовать многие ранее сооружённые хенджи.
Кроме того, погребения, которые ранее обычно были коллективными, всё чаще становятся индивидуальными. Например, если в неолите для захоронения использовались крупные камерные каирны или длинные курганы, в раннем бронзовом веке людей хоронили в отдельных курганах, нередко вместе с кубками, иногда в саркофагах внутри каирнов.
Среди археологов существуют споры о том, является ли традиция колоколовидных кубков в Британии свидетельством массовой миграции народа — носителя данной традиции, или же комплекс престижных изделий, связанных с данной культурой, проник в Британию вместе с «модой» путём торговли с Западной Европой. Наконец, допускается вариант, когда проникшие в Британию немногочисленные представители традиции колоколовидных кубков подчинили местное население. Ни одна из данных точек зрения не подкреплена надёжными данными.

### Пищевые сосуды
Параллельно с колоколовидными кубками на территории Британии существуют и другие виды керамики, делящие с ними ту же территорию. В раннем бронзовом веке возникает традиция «пищевых сосудов», которая продолжает существовать в позднем бронзовом веке, тогда как колоколовидные кубки уступают место иным видам керамики — воротничковым урнам, кордонным урнам и др.

### Бронза
Вместе с традицией колоколовидных кубков, наиболее старые памятники которой обнаружены на Иберийском полуострове, на Британские острова проникает технология обработки металлов (наиболее ранние памятники — в Ирландии). Первоначально металлические изделия были медными, однако примерно с 2150 г. до н. э. местные кузнецы освоили производство бронзы путём смешения меди с небольшим количеством олова. Эта дата считается началом бронзового века в Британии. В течение следующего тысячелетия бронза постепенно вытеснила камень в качестве основного материала орудий и оружия.
В этот же период начинается добыча олова (на Британских островах имеются большие залежи олова в Корнуолле и Девоншире). Около 1600 г. до н. э. на юго-западе Британии наблюдается торговый бум, поскольку олово из Британии экспортировалось по всей Европе.
Люди традиции колоколовидных кубков также изготавливали украшения из золота, образцы которых найдены в захоронениях Уэссекской культуры на юге Британии.
Необычайно большое количество бронзовых изделий обнаружено на территории современной Англии в Восточном Кембриджшире, где наиболее крупная находка была сделала в Айлхеме (en:Isleham) (см. Айлхемский клад).

### Уэссекская культура
Известная своими богатыми находками Уэссекская культура возникла на юге Британии. В то время климат ухудшался; ранее сухой и тёплый климат сменился намного более влажным, в связи с чем населения переселялось с холмов, где им было легко обороняться, на относительно беззащитные, но плодородные равнины. В низинах появились крупные скотоводческие хозяйства, которые содействовали не только экономическому росту, но и вырубке лесов.

### Культура Деверел-Римбери
Культура Деверел-Римбери возникла во второй половине «среднего бронзового века», около 1400—1100 гг. до н. э. По-видимому, это была не единая этническая общность, а скорее традиция культурных достижений. Корнуолл служил крупным источником олова для многих стран западной Европы, а медь добывалась в шахте Грейт-Орм на севере Уэльса. В социальных группах была племенная структура, однако заметно усложнение социальной организации и иерархии.

### Гипотеза о финикийской колонизации
Ряд учёных поддерживает гипотезу, согласно которой Британские острова в XIV веке до н. э. были колонизированы финикийцами, оставившими заметный след в материальной и духовной культуре региона.

### Разрыв культурных традиций
Имеются свидетельства достаточно крупномасштабного разрыва культурных традиций, который часть учёных связывают со вторжением или крупномасштабной миграцией на юг Британского полуострова около XII века до н. э. Указанный разрыв традиций наблюдался на значительной территории, в том числе и вдали от Британии и даже за пределами Европы, поскольку в этот период наступил крах многих крупных государств Ближнего Востока и Средиземноморья, и весь Средиземноморский бассейн оказался под контролем «народов моря». В это время распространились погребения путём кремации, с полями погребальных урн, в каждой из которых находились останки отдельного человека.

## Важные находки
- Пелерина из Молда
- Лодки из Ферриби, en:Ferriby Boats
- Клад из Лэнгдон-Бэй, en:Langdon Bay hoard — хранится в Дуврском музее